# Kurializm

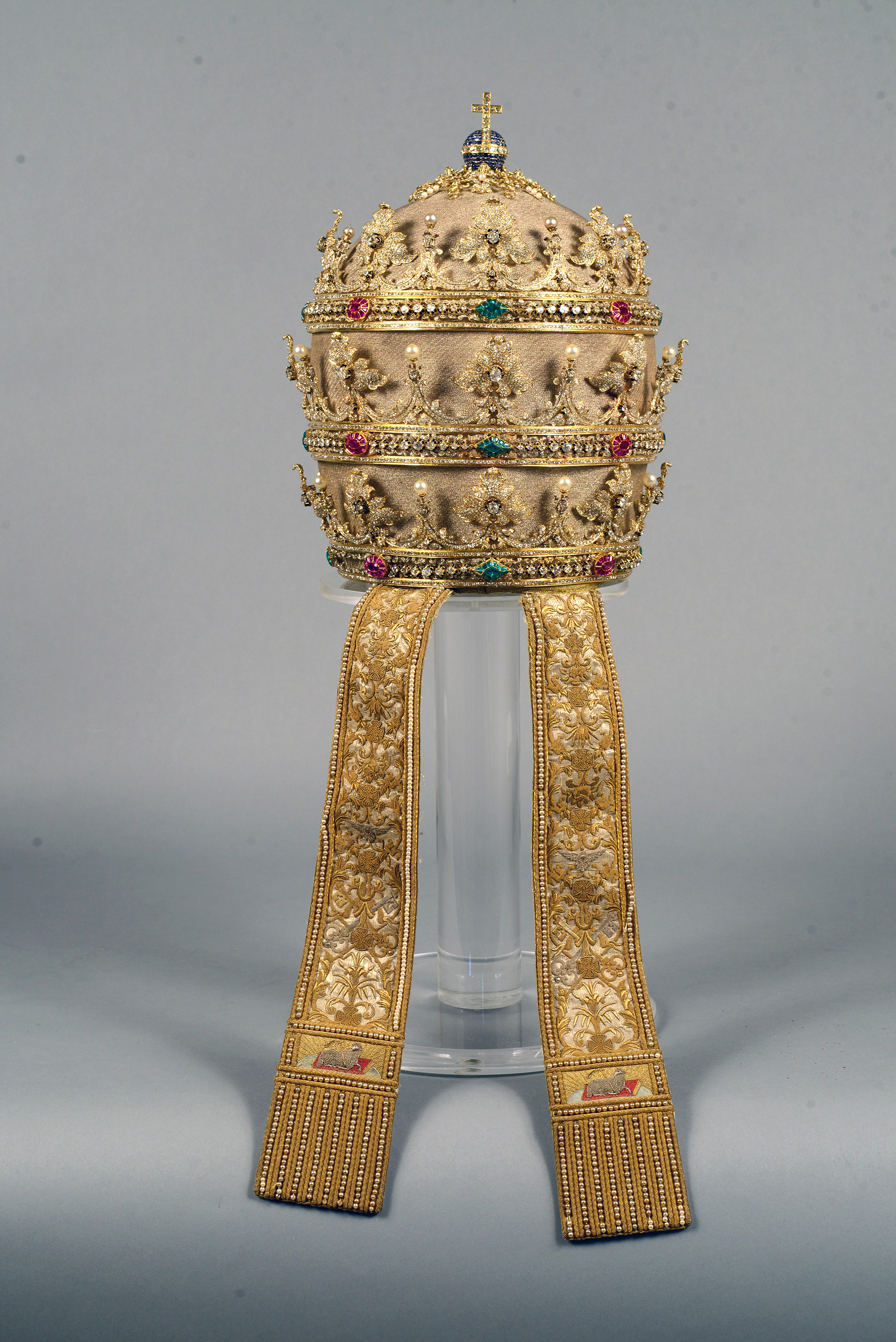
Tiara papieża Piusa IX

Kurializm – teoria głosząca wyższość papieża nad soborem oraz całym Kościołem (odwrotność koncyliaryzmu).